# Gobezayehu Getachew Yilma
Gobezayehu Getachew Yilma (* 4. Dezember 1978 in Dodola, Provinz Bale) ist ein äthiopischer römisch-katholischer Geistlicher und ernannter Apostolischer Vikar von Awassa.

## Leben
Gobezayehu Getachew Yilma absolvierte zunächst an der Universität Jimma ein Studium der Agrarwissenschaften. Ab 1997 studierte er Philosophie und Katholische Theologie am St. Francis Capuchin Institute of Philosophy and Theology in Addis Abeba. An der Päpstlichen Universität Urbaniana in Rom erlangte er ein Diplom im Fach Philosophie und ein Baccalaureato im Fach Katholische Theologie. Am 16. Januar 2005 empfing er das Sakrament der Priesterweihe für das Apostolische Vikariat Meki.
Am 15. November 2024 ernannte ihn Papst Franziskus zum Apostolischen Vikar von Awassa.